# Liste der Biografien/Rosn
Liste der Biografien |
Portal Biografien |
Personensuche
# |
A |
B |
C |
D |
E |
F |
G |
H |
I |
J |
K |
L |
M |
N |
O |
P |
Q |
R |
S |
T |
U |
V |
W |
X |
Y |
Z |
?
 
Ra |
Rb |
Rd |
Re |
Rh |
Ri |
Rj |
Rk |
Rl |
Rm |
Rn |
Ro |
Rr |
Rs |
Rt |
Ru |
Rv |
Rw |
Rx |
Ry |
Rz
 
Roa |
Rob |
Roc |
Rod |
Roe |
Rof |
Rog |
Roh |
Roi |
Roj |
Rok |
Rol |
Rom |
Ron |
Roo |
Rop |
Roq |
Ror |
Ros |
Rot |
Rou |
Rov |
Row |
Rox |
Roy |
Roz 
 
Rosa |
Rosb |
Rosc |
Rosd |
Rose |
Rosh |
Rosi |
Rosj |
Rosk |
Rosl |
Rosm |
Rosn |
Roso |
Rosp |
Rosq |
Ross |
Rost |
Rosu |
Rosv |
Rosw |
Rosy |
Rosz 
Die Liste der Biografien führt alle Personen auf, die in der deutschsprachigen Wikipedia einen Artikel haben. Dieses ist eine Teilliste mit 47 Einträgen von Personen, deren Namen mit den Buchstaben „Rosn“ beginnt.

## Rosn

### Rosna
- Rosnay, Joël de (* 1937), französischer Biologe und Informatiker
- Rosnay, Tatiana de (* 1961), französische Schriftstellerin

### Rosne
- Rosnell, Esko (1943–2009), finnischer Jazzmusiker (Schlagzeug)
- Rosner, Agnes (* 1985), deutsche Psychologin und Hochschullehrerin
- Rosner, Alex (* 1935), US-amerikanischer Elektroingenieur
- Rösner, Boris (1951–2006), tschechischer Schauspieler
- Rosner, Brian S. (* 1959), australischer anglikanischer Theologe und Hochschullehrer
- Rösner, Christian (* 1969), deutscher Bildhauer
- Rosner, Clemens (1930–2019), katholischer Priester und Oratorianer in Leipzig
- Rosner, Eddie (1910–1976), deutscher Jazzmusiker und Kornettist
- Rosner, Edwin (1910–2011), österreichischer Arzt
- Rosner, Elizabeth (* 1959), US-amerikanische Schriftstellerin
- Rosner, Ferdinand (1709–1778), bayerischer Benediktinerpater und Dramatiker
- Rosner, Franz (1800–1841), österreichischer Opernsänger (Tenor)
- Rosner, Fred (1935–2024), US-amerikanischer Medizinethiker
- Rosner, Georg (* 1962), österreichischer Politiker (ÖVP), Landtagsabgeordneter
- Rösner, Gottlieb (1894–1970), deutscher NS-Funktionär und paramilitärischer Aktivist
- Rösner, Hans-Jürgen (* 1957), deutscher Geiselnehmer und Bankräuber
- Rösner, Hansjürgen (1914–1964), deutscher Politiker (CDU)
- Rosner, Heinz (* 1939), deutscher MotorradrennfahrerHeinz Rosner (* 1939)

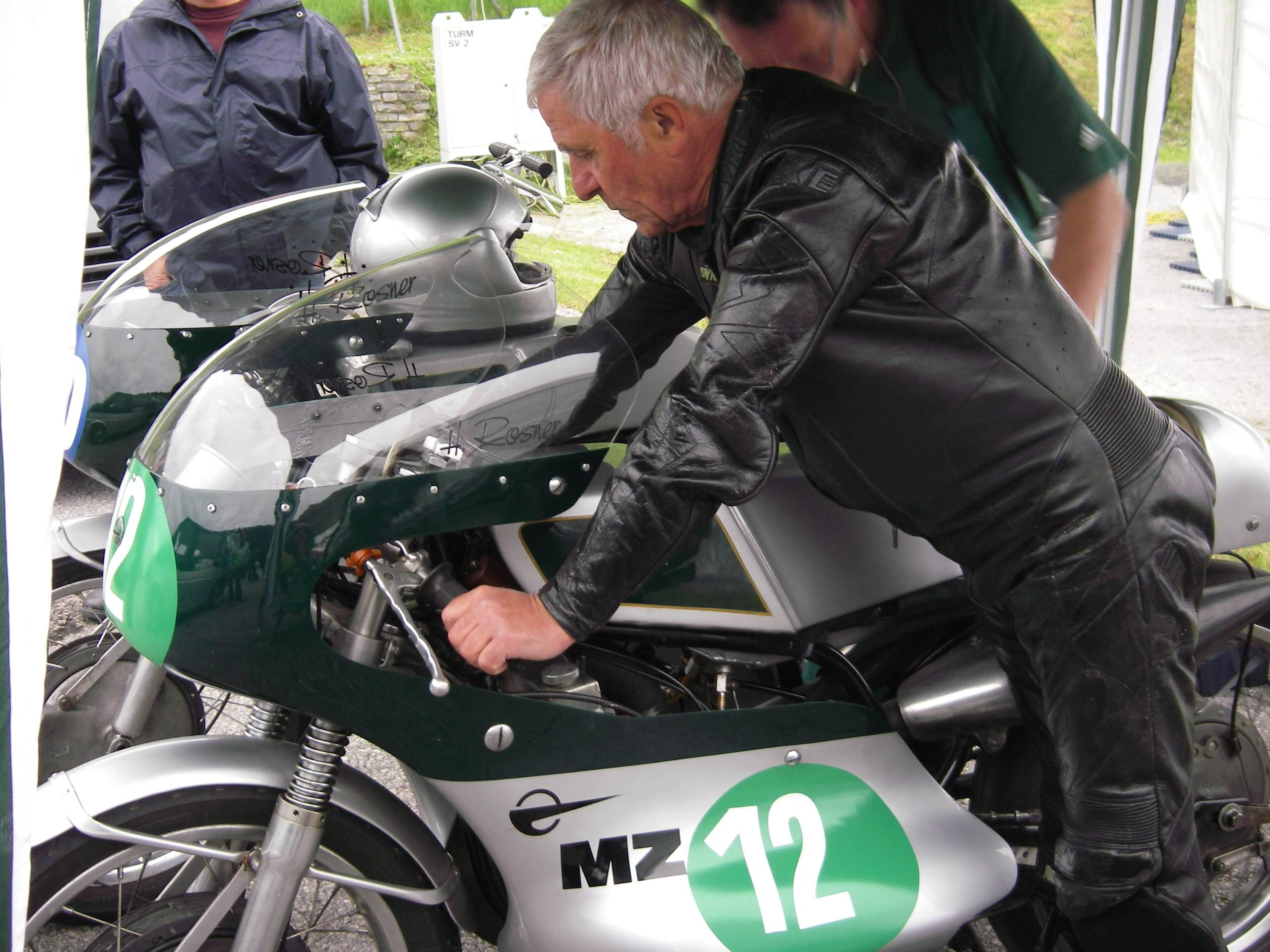
Heinz Rosner (* 1939)

- Rosner, Herbert (* 1950), deutscher Künstler
- Rosner, Jakob (1890–1970), österreichischer Journalist und aktiver Kommunist
- Rosner, Jakob (1902–1950), israelischer Fotograf
- Rösner, Johann Gottfried (1658–1724), königlich preußischer Beamter
- Rosner, Johannes Baptist (1908–1998), deutscher katholischer Missionar und Bischof
- Rosner, Karl (1873–1951), österreichischer Schriftsteller
- Rösner, Klaus (1922–2019), deutscher Internist und Hochschullehrer
- Rosner, Leopold (1838–1903), österreichischer Schriftsteller, Buchhändler und Verleger
- Rosner, Marcus (* 1989), kanadischer Schauspieler
- Rosner, Milena (* 1980), polnische Volleyballspielerin
- Rosner, Paul (1875–1956), deutscher Maler
- Rosner, Reinhold (1868–1937), Gastronom, Unternehmer und utopischer Stadtplaner
- Rosner, Rick (* 1941), US-amerikanischer Fernsehproduzent und Drehbuchautor
- Rosner, Rita (* 1962), deutsche Psychologin und Hochschullehrerin
- Rösner, Rudolf (* 1920), deutscher Maler des sozialistischen Realismus
- Rösner, Simon (* 1987), deutscher SquashspielerSimon Rösner (* 1987)

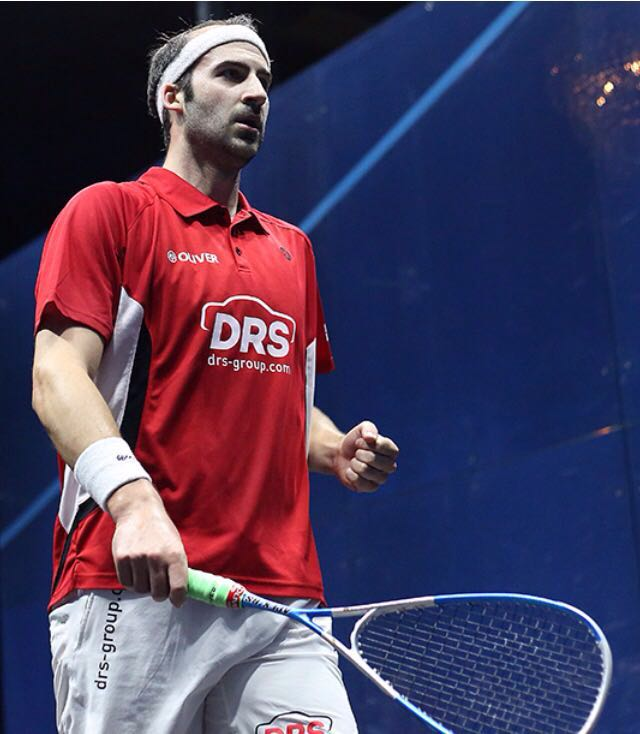
Simon Rösner (* 1987)

- Rösner, Stefanie (* 1983), deutsche Schauspielerin
- Rösner, Thomas (* 1973), österreichischer Dirigent
- Rosner, Willibald (* 1952), österreichischer Archivar und Autor
- Rösner, Willy (1893–1966), deutscher Schauspieler
- Rösner, Wolf-Dieter (* 1940), deutscher Handballspieler
- Rösner-El-Heliebi, Christian (* 1974), österreichischer Kommunikationsberater
- Rösner-Mautby, Hans-Hermann (1917–1999), deutscher Klinikunternehmer
- Rosnes, Renee (* 1962), kanadische Jazzmusikerin

### Rosny
- Rosny aîné, J.-H. (1856–1940), belgisch-französischer Schriftsteller
- Rosny, Léon de (1837–1914), französischer Ethnologe, Linguist, Orientalist, Begründer der Japanologie in Frankreich
- Rosnyvinen, Hippolyte-Marie de (1778–1850), französischer General der Kavallerie